# Caterpillar
Caterpillar Inc. är en amerikansk tillverkare av anläggningsmaskiner, dieselmotorer, gasturbiner, dieselmotordrivna elgeneratorer och gruvutrustning. Huvudkontoret ligger i Peoria i Illinois. Företaget kan spåra sitt ursprung till år 1925 då Holt Manufacturing Company med det registrerade ordvarumärket "Caterpillar" fusionerades med C. L. Best Tractor Company, varpå The Caterpillar Tractor Company grundades. Företaget har idag 95 400 anställda.

## Produktgalleri

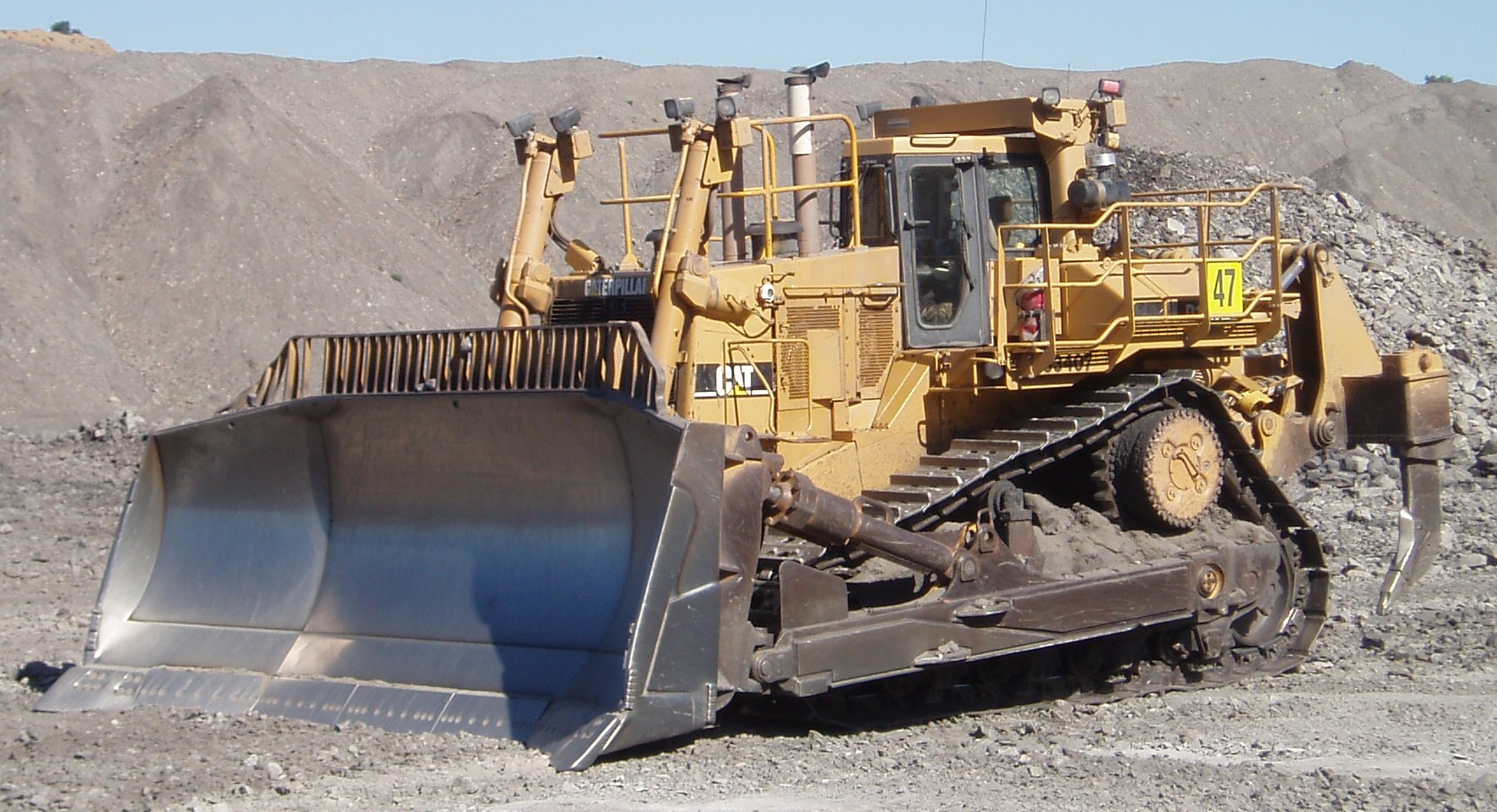
D11, bulldozer
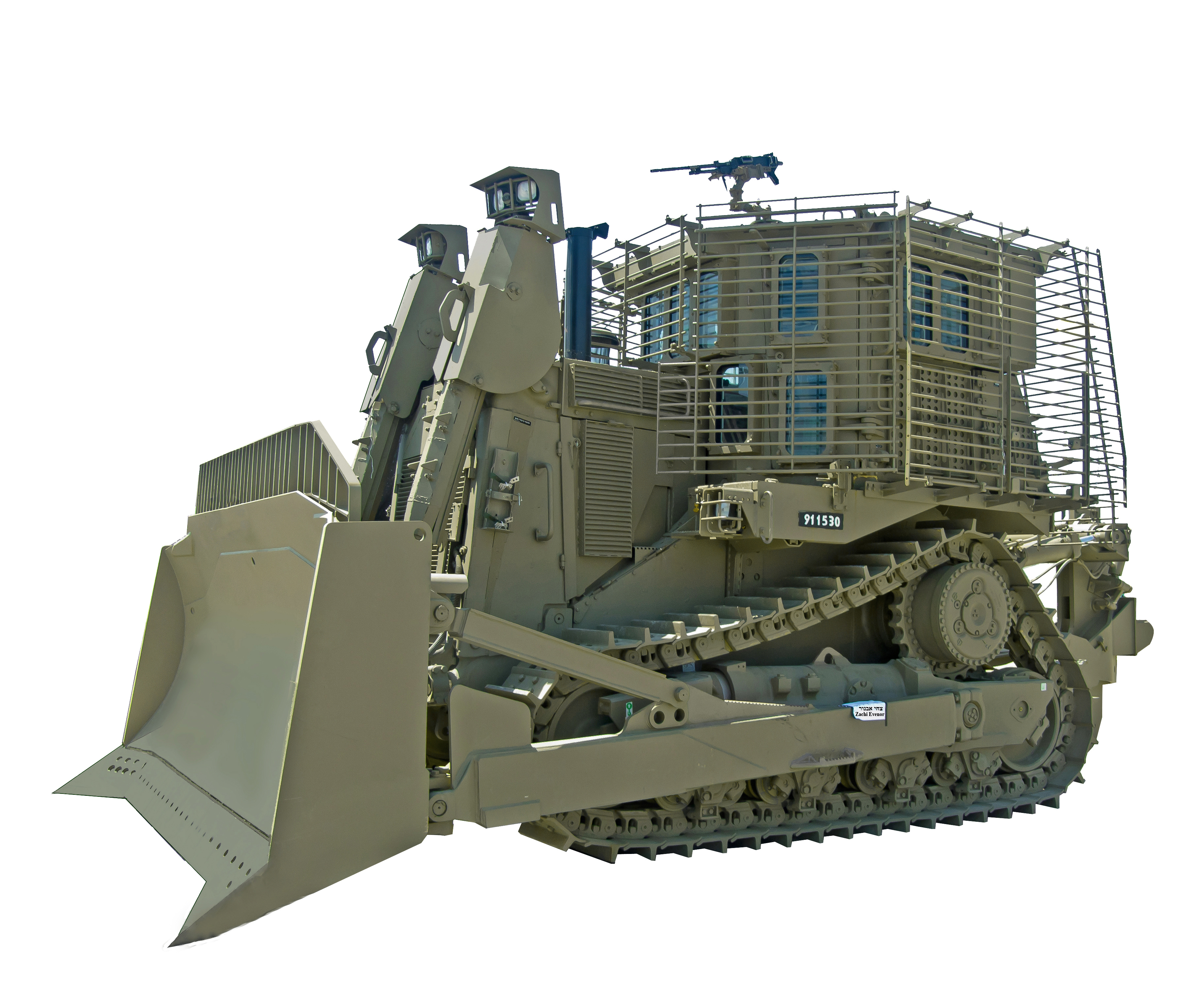
D9, bulldozer modifierad av Israels försvarsmakt.
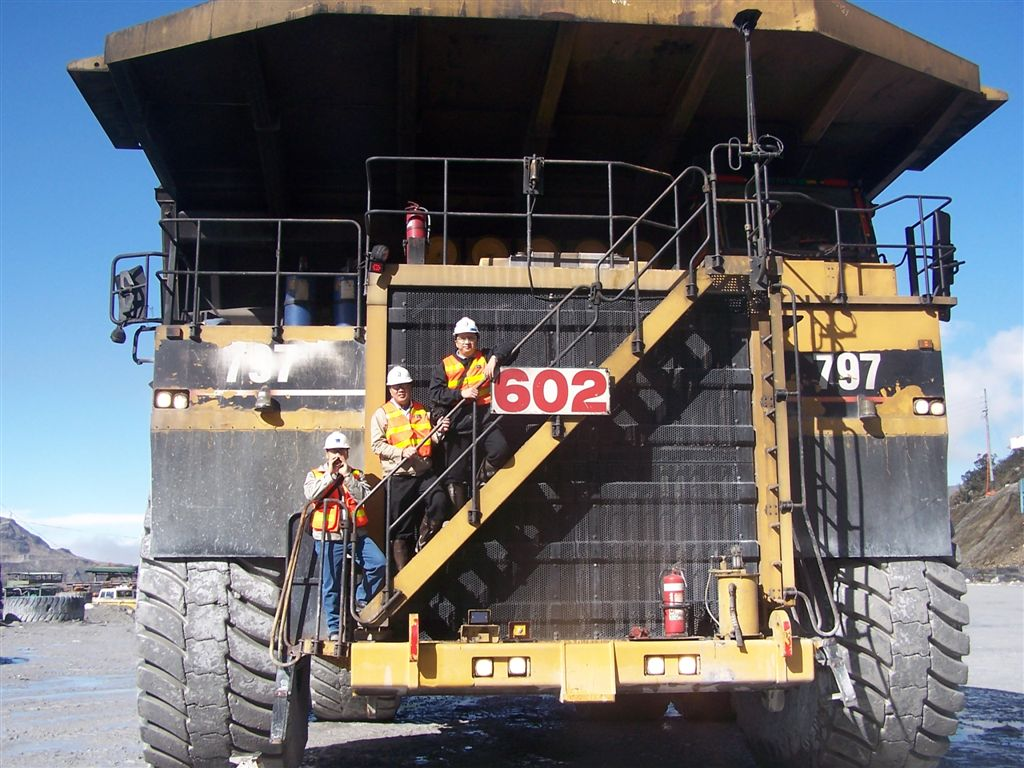
797, tipptruck
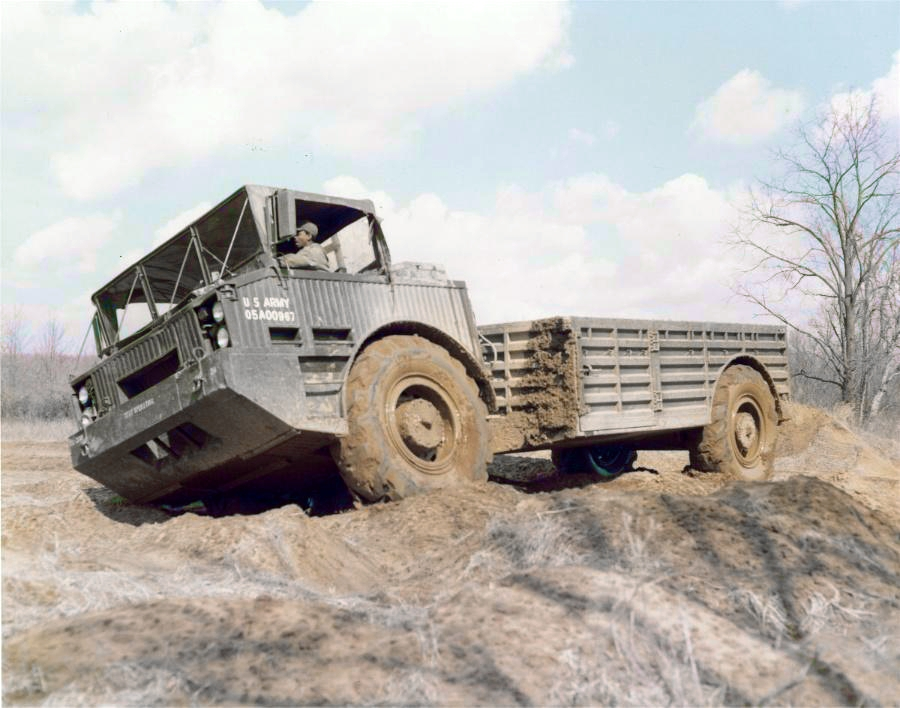
M520 Goer
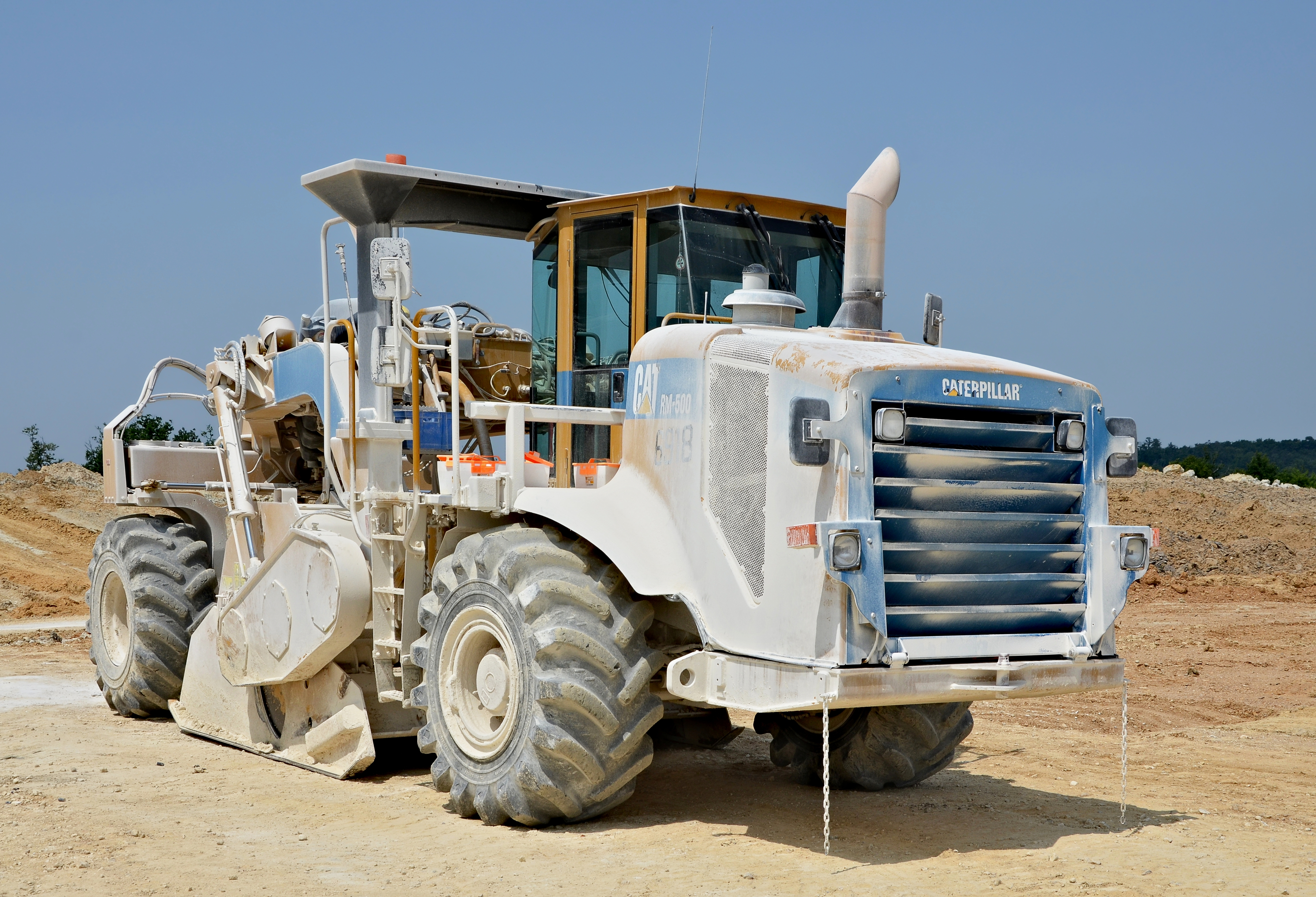
RM-500
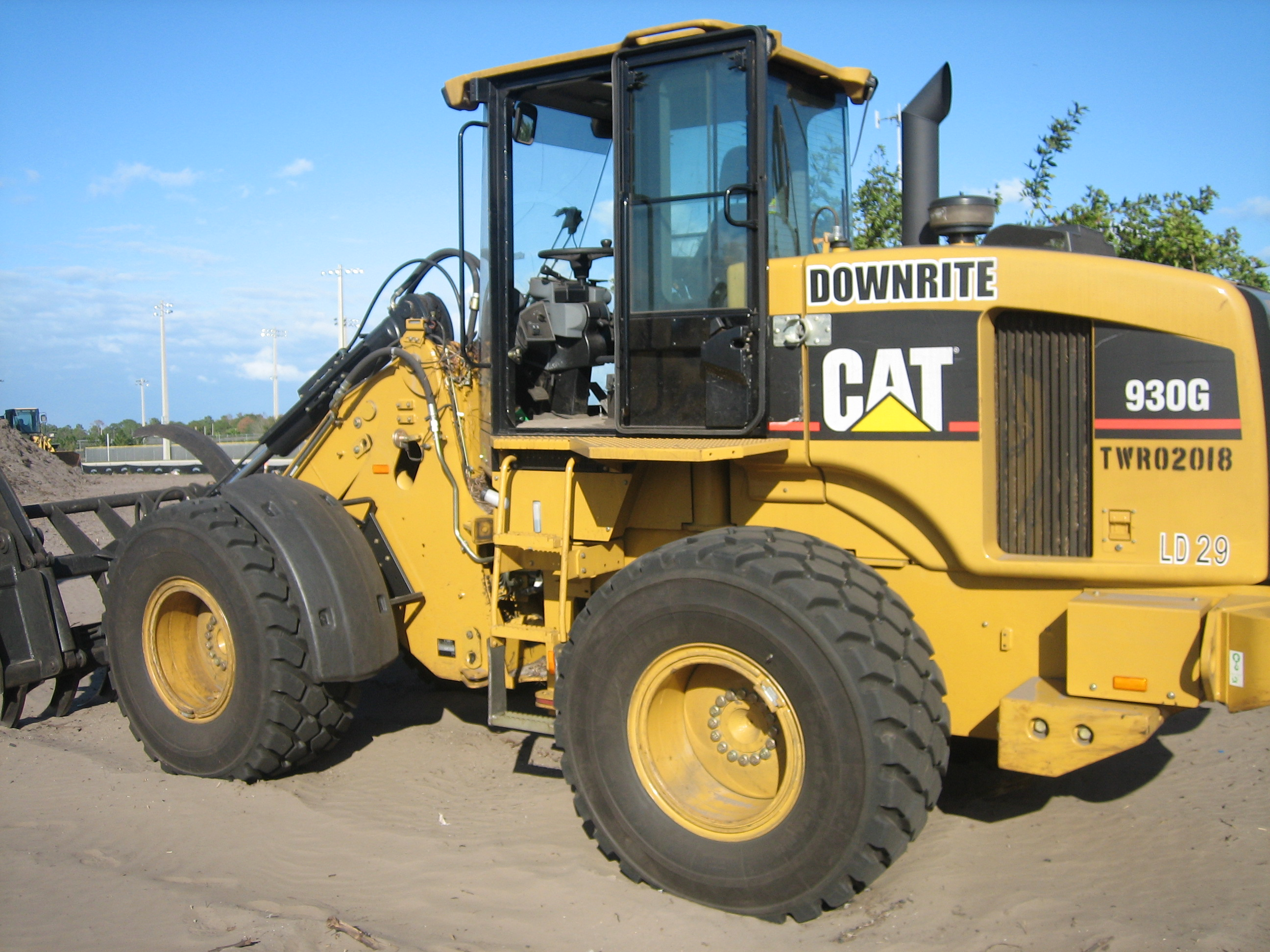
930G, hjullastare
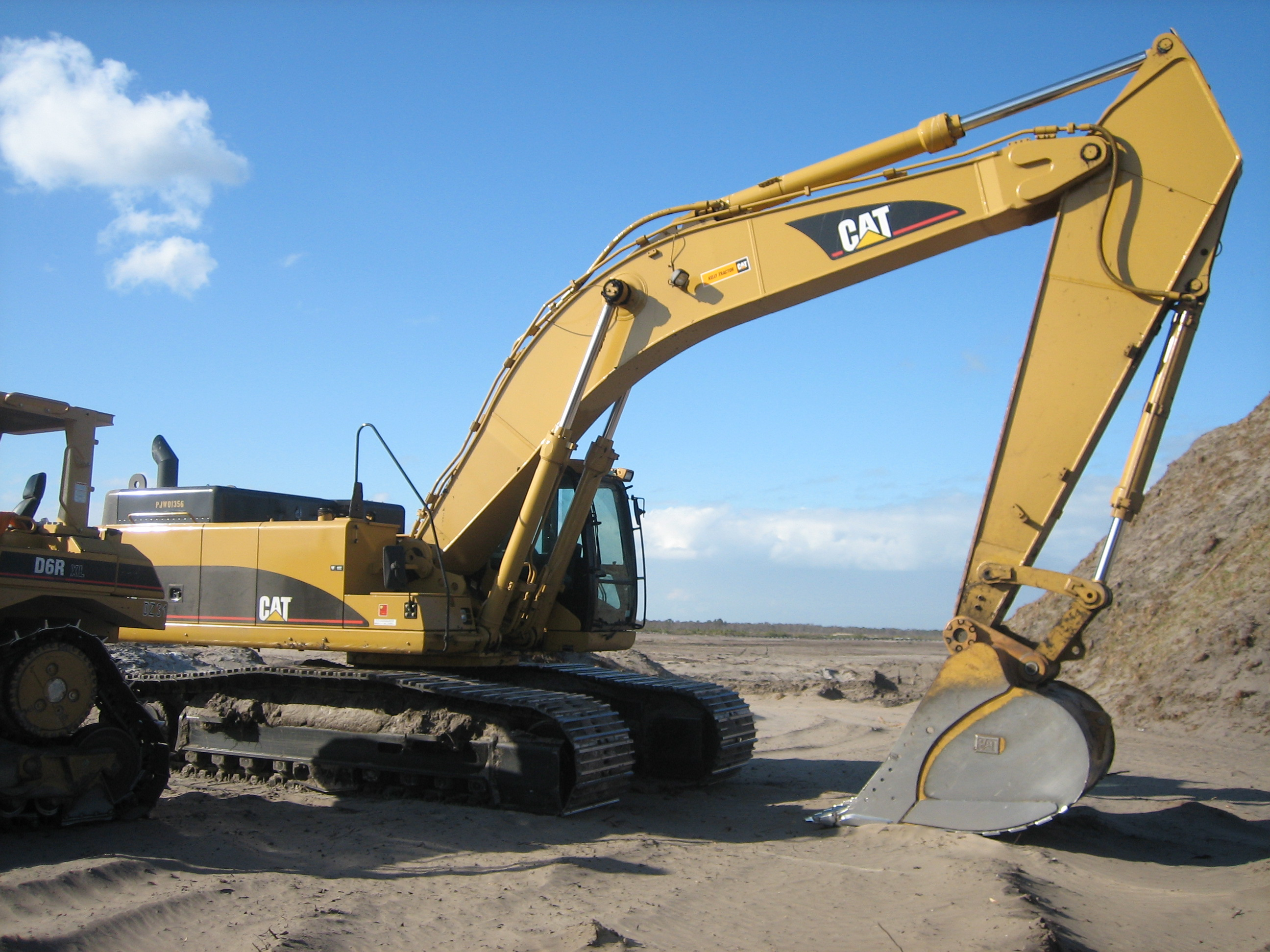
345C L, grävmaskin
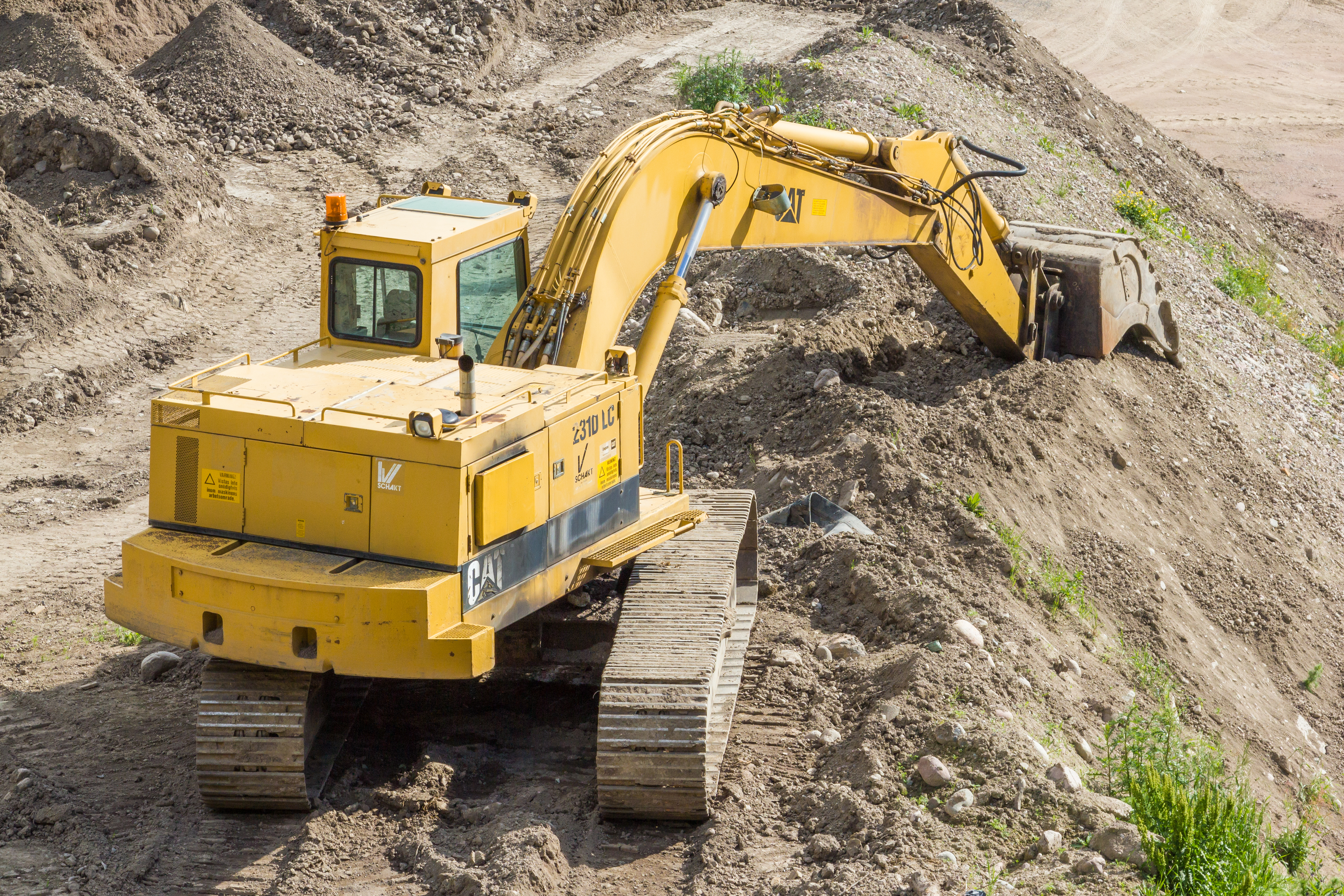
231D LC, grävmaskin